# 에이드리언 라인
에이드리언 라인(영어: Adrian Lyne, 1941년 3월 4일 ~ )은 잉글랜드의 영화 감독이다. 킴 베이싱어 주연의 에로틱 스릴러 《나인 하프 위크》(1986), 마이클 더글러스 주연의 《위험한 정사》(1987) 등의 대표작이 있다.

## 출연작 목록

### 영화
| 연도 | 제목           | 원제              | 비고 |
| ---- | -------------- | ----------------- | ---- |
| 1973 | 테이블         | The Table         | 단편 |
| 1976 | 스미스 씨      | Mr Smith          | 단편 |
| 1980 | 여우           | Foxes             |      |
| 1983 | 플래시댄스     | Flashdance        |      |
| 1986 | 나인 하프 위크 | 9½ Weeks          |      |
| 1987 | 위험한 정사    | Fatal Attraction  |      |
| 1990 | 야곱의 사다리  | Jacob's Ladder    |      |
| 1993 | 은밀한 유혹    | Indecent Proposal |      |
| 1997 | 롤리타         | Lolita            |      |
| 2002 | 언페이스풀     | Unfaithful        |      |
| 2022 | 딥 워터        | Deep Water        |      |